# Coupe d'Allemagne de football 2019-2020
Navigation
Édition précédente Édition suivante
La Coupe d'Allemagne de football 2019-2020 est la 77e édition de la Coupe d'Allemagne de football (DFB-Pokal) dont le tenant du titre est le Bayern Munich.
Le vainqueur reçoit une place pour la phase de groupes de la Ligue Europa 2019-2020, dans la mesure où il n'est pas qualifié pour la Ligue des champions par l'intermédiaire des quatre premières places du championnat. Dans ce cas, la place reviendrait au club classé septième du championnat.
La compétition débute avec le premier tour le 9 août 2019 et se clôt par la finale, à l'Olympiastadion Berlin.
En raison de la pandémie de maladie à coronavirus, les demi-finales, initialement prévues les 21-22 avril, sont reportées au 9-10 juin. La finale, qui devait avoir lieu le 23 mai, est programmée le 4 juillet, toujours au même endroit.

## Calendrier
| Tour | Nom                 | Dates retenues                         | Équipes participantes | Équipes gagnantes |
| 1    | Premier tour        | Du 9 août 2019 au 12 août 2019         | 64                    | 32                |
| 2    | Deuxième tour       | Les 29 octobre 2019 et 30 octobre 2019 | 32                    | 16                |
| 3    | Huitièmes de finale | Les 4 février 2020 et 5 février 2020   | 16                    | 8                 |
| 4    | Quarts de finale    | Les 3 mars 2020 et 4 mars 2020         | 8                     | 4                 |
| 5    | Demi-finale         | Les 9 juin 2020 et 10 juin 2020        | 4                     | 2                 |
| 6    | Finale              | Le 4 juillet 2020                      | 2                     | 1                 |

## Clubs participants
| Par les championnats nationaux | Par les championnats nationaux | Par les championnats nationaux | Par les championnats nationaux | Par les championnats nationaux | Par les championnats nationaux | Par les championnats nationaux | Par les championnats nationaux | Par les championnats nationaux | Par les championnats nationaux | Par les championnats nationaux | Par les championnats nationaux |
| --- | --- | --- | --- | --- | --- | --- | --- | --- | --- | --- | --- |
| - 18 clubs de Bundesliga 2018-2019 : - Bayern Munich - RB Leipzig - Borussia Dortmund - Fortuna Düsseldorf - Hoffenheim - Hertha Berlin - SC Fribourg - Werder Brême - Borussia Mönchengladbach - Schalke 04 - Eintracht Francfort - Bayer Leverkusen - FC Augsburg - FC Nuremberg - FSV Mayence - VfL Wolfsburg - VfB Stuttgart - Hanovre 96 | - 18 clubs de Bundesliga 2018-2019 : - Bayern Munich - RB Leipzig - Borussia Dortmund - Fortuna Düsseldorf - Hoffenheim - Hertha Berlin - SC Fribourg - Werder Brême - Borussia Mönchengladbach - Schalke 04 - Eintracht Francfort - Bayer Leverkusen - FC Augsburg - FC Nuremberg - FSV Mayence - VfL Wolfsburg - VfB Stuttgart - Hanovre 96 | - 18 clubs de Bundesliga 2018-2019 : - Bayern Munich - RB Leipzig - Borussia Dortmund - Fortuna Düsseldorf - Hoffenheim - Hertha Berlin - SC Fribourg - Werder Brême - Borussia Mönchengladbach - Schalke 04 - Eintracht Francfort - Bayer Leverkusen - FC Augsburg - FC Nuremberg - FSV Mayence - VfL Wolfsburg - VfB Stuttgart - Hanovre 96 | - 18 clubs de Bundesliga 2018-2019 : - Bayern Munich - RB Leipzig - Borussia Dortmund - Fortuna Düsseldorf - Hoffenheim - Hertha Berlin - SC Fribourg - Werder Brême - Borussia Mönchengladbach - Schalke 04 - Eintracht Francfort - Bayer Leverkusen - FC Augsburg - FC Nuremberg - FSV Mayence - VfL Wolfsburg - VfB Stuttgart - Hanovre 96 | - 18 clubs de 2. Bundesliga 2018-2019 : - FC Magdebourg - Union Berlin - FC Cologne - Dynamo Dresden - Greuther Fürth - VfL Bochum - Hambourg SV - FC Heidenheim - FC Sankt Pauli - SV Sandhausen - Erzgebirge Aue - SC Paderborn 07 - Arminia Bielefeld - SSV Jahn Ratisbonne - Holstein Kiel - MSV Duisbourg - FC Ingolstadt - SV Darmstadt | - 18 clubs de 2. Bundesliga 2018-2019 : - FC Magdebourg - Union Berlin - FC Cologne - Dynamo Dresden - Greuther Fürth - VfL Bochum - Hambourg SV - FC Heidenheim - FC Sankt Pauli - SV Sandhausen - Erzgebirge Aue - SC Paderborn 07 - Arminia Bielefeld - SSV Jahn Ratisbonne - Holstein Kiel - MSV Duisbourg - FC Ingolstadt - SV Darmstadt | - 18 clubs de 2. Bundesliga 2018-2019 : - FC Magdebourg - Union Berlin - FC Cologne - Dynamo Dresden - Greuther Fürth - VfL Bochum - Hambourg SV - FC Heidenheim - FC Sankt Pauli - SV Sandhausen - Erzgebirge Aue - SC Paderborn 07 - Arminia Bielefeld - SSV Jahn Ratisbonne - Holstein Kiel - MSV Duisbourg - FC Ingolstadt - SV Darmstadt | - 18 clubs de 2. Bundesliga 2018-2019 : - FC Magdebourg - Union Berlin - FC Cologne - Dynamo Dresden - Greuther Fürth - VfL Bochum - Hambourg SV - FC Heidenheim - FC Sankt Pauli - SV Sandhausen - Erzgebirge Aue - SC Paderborn 07 - Arminia Bielefeld - SSV Jahn Ratisbonne - Holstein Kiel - MSV Duisbourg - FC Ingolstadt - SV Darmstadt | - 4 premiers de 3. Liga 2018-2019 : - - VfL Osnabrück - Karlsruher SC - SV Wehen Wiesbaden - Hallescher FC | - 4 premiers de 3. Liga 2018-2019 : - - VfL Osnabrück - Karlsruher SC - SV Wehen Wiesbaden - Hallescher FC | - 4 premiers de 3. Liga 2018-2019 : - - VfL Osnabrück - Karlsruher SC - SV Wehen Wiesbaden - Hallescher FC | - 4 premiers de 3. Liga 2018-2019 : - - VfL Osnabrück - Karlsruher SC - SV Wehen Wiesbaden - Hallescher FC |
| Par ligues régionales | | | | | | | | | | | |
| - SV Waldhof Mannheim Finaliste de la coupe du pays de Bade 2018-2019 - FC Würzburger Kickers Vainqueur de la coupe du pays de Bavière 2018-2019 - VfB EichstättVice-champion de Regionalliga Bavière 2018-2019 - FC Energie Cottbus Vainqueur de la coupe de Brandebourg 2018-2019 - FC Oberneuland Vainqueur de la coupe de Brême 2018-2019 - TuS Dassendorf Vainqueur de la coupe de Hambourg 2018-2019 - KSV Baunatal Finaliste de la coupe de Hesse 2018-2019 - FC Hansa Rostock Vainqueur de la coupe de Mecklembourg-Poméranie-Occidentale 2018-2019 - Alemannia Aachen Vainqueur de la coupe du Rhin moyen 2018-2019 - KFC Uerdingen 05 Vainqueur de la coupe du bas Rhin 2018-2019 - SV Drochtersen/Assel Vainqueur de la coupe de Basse-Saxe 2018-2019 (3.Liga et Regionalliga) - SV Atlas Delmenhorst Vainqueur de la coupe de Basse-Saxe 2018-2019 | - SV Waldhof Mannheim Finaliste de la coupe du pays de Bade 2018-2019 - FC Würzburger Kickers Vainqueur de la coupe du pays de Bavière 2018-2019 - VfB EichstättVice-champion de Regionalliga Bavière 2018-2019 - FC Energie Cottbus Vainqueur de la coupe de Brandebourg 2018-2019 - FC Oberneuland Vainqueur de la coupe de Brême 2018-2019 - TuS Dassendorf Vainqueur de la coupe de Hambourg 2018-2019 - KSV Baunatal Finaliste de la coupe de Hesse 2018-2019 - FC Hansa Rostock Vainqueur de la coupe de Mecklembourg-Poméranie-Occidentale 2018-2019 - Alemannia Aachen Vainqueur de la coupe du Rhin moyen 2018-2019 - KFC Uerdingen 05 Vainqueur de la coupe du bas Rhin 2018-2019 - SV Drochtersen/Assel Vainqueur de la coupe de Basse-Saxe 2018-2019 (3.Liga et Regionalliga) - SV Atlas Delmenhorst Vainqueur de la coupe de Basse-Saxe 2018-2019 | - SV Waldhof Mannheim Finaliste de la coupe du pays de Bade 2018-2019 - FC Würzburger Kickers Vainqueur de la coupe du pays de Bavière 2018-2019 - VfB EichstättVice-champion de Regionalliga Bavière 2018-2019 - FC Energie Cottbus Vainqueur de la coupe de Brandebourg 2018-2019 - FC Oberneuland Vainqueur de la coupe de Brême 2018-2019 - TuS Dassendorf Vainqueur de la coupe de Hambourg 2018-2019 - KSV Baunatal Finaliste de la coupe de Hesse 2018-2019 - FC Hansa Rostock Vainqueur de la coupe de Mecklembourg-Poméranie-Occidentale 2018-2019 - Alemannia Aachen Vainqueur de la coupe du Rhin moyen 2018-2019 - KFC Uerdingen 05 Vainqueur de la coupe du bas Rhin 2018-2019 - SV Drochtersen/Assel Vainqueur de la coupe de Basse-Saxe 2018-2019 (3.Liga et Regionalliga) - SV Atlas Delmenhorst Vainqueur de la coupe de Basse-Saxe 2018-2019 | - SV Waldhof Mannheim Finaliste de la coupe du pays de Bade 2018-2019 - FC Würzburger Kickers Vainqueur de la coupe du pays de Bavière 2018-2019 - VfB EichstättVice-champion de Regionalliga Bavière 2018-2019 - FC Energie Cottbus Vainqueur de la coupe de Brandebourg 2018-2019 - FC Oberneuland Vainqueur de la coupe de Brême 2018-2019 - TuS Dassendorf Vainqueur de la coupe de Hambourg 2018-2019 - KSV Baunatal Finaliste de la coupe de Hesse 2018-2019 - FC Hansa Rostock Vainqueur de la coupe de Mecklembourg-Poméranie-Occidentale 2018-2019 - Alemannia Aachen Vainqueur de la coupe du Rhin moyen 2018-2019 - KFC Uerdingen 05 Vainqueur de la coupe du bas Rhin 2018-2019 - SV Drochtersen/Assel Vainqueur de la coupe de Basse-Saxe 2018-2019 (3.Liga et Regionalliga) - SV Atlas Delmenhorst Vainqueur de la coupe de Basse-Saxe 2018-2019 | - SV Waldhof Mannheim Finaliste de la coupe du pays de Bade 2018-2019 - FC Würzburger Kickers Vainqueur de la coupe du pays de Bavière 2018-2019 - VfB EichstättVice-champion de Regionalliga Bavière 2018-2019 - FC Energie Cottbus Vainqueur de la coupe de Brandebourg 2018-2019 - FC Oberneuland Vainqueur de la coupe de Brême 2018-2019 - TuS Dassendorf Vainqueur de la coupe de Hambourg 2018-2019 - KSV Baunatal Finaliste de la coupe de Hesse 2018-2019 - FC Hansa Rostock Vainqueur de la coupe de Mecklembourg-Poméranie-Occidentale 2018-2019 - Alemannia Aachen Vainqueur de la coupe du Rhin moyen 2018-2019 - KFC Uerdingen 05 Vainqueur de la coupe du bas Rhin 2018-2019 - SV Drochtersen/Assel Vainqueur de la coupe de Basse-Saxe 2018-2019 (3.Liga et Regionalliga) - SV Atlas Delmenhorst Vainqueur de la coupe de Basse-Saxe 2018-2019 | - SV Waldhof Mannheim Finaliste de la coupe du pays de Bade 2018-2019 - FC Würzburger Kickers Vainqueur de la coupe du pays de Bavière 2018-2019 - VfB EichstättVice-champion de Regionalliga Bavière 2018-2019 - FC Energie Cottbus Vainqueur de la coupe de Brandebourg 2018-2019 - FC Oberneuland Vainqueur de la coupe de Brême 2018-2019 - TuS Dassendorf Vainqueur de la coupe de Hambourg 2018-2019 - KSV Baunatal Finaliste de la coupe de Hesse 2018-2019 - FC Hansa Rostock Vainqueur de la coupe de Mecklembourg-Poméranie-Occidentale 2018-2019 - Alemannia Aachen Vainqueur de la coupe du Rhin moyen 2018-2019 - KFC Uerdingen 05 Vainqueur de la coupe du bas Rhin 2018-2019 - SV Drochtersen/Assel Vainqueur de la coupe de Basse-Saxe 2018-2019 (3.Liga et Regionalliga) - SV Atlas Delmenhorst Vainqueur de la coupe de Basse-Saxe 2018-2019 | - FSV Salmrohr Vainqueur de la coupe de Rhénanie 2018-2019 - 1. FC Sarrebruck Vainqueur de la coupe de Sarre 2018-2019 - Chemnitzer FC Vainqueur de la coupe de Saxe 2018-2019 - VfB Germania Halberstadt Finaliste de la coupe de Saxe-Anhalt 2018-2019 - VfB Lübeck Vainqueur de la coupe du Schleswig-Holstein 2018-2019 - FC 08 Villingen Vainqueur de la coupe du pays de Bade du sud 2018-2019 - FC Kaiserslautern Vainqueur de la coupe du Sud-Ouest 2018-2019 - FSV Wacker 90 Nordhausen Vainqueur de la coupe de Thuringe 2018-2019 - FC Viktoria 1889 Berlin Vainqueur de la coupe de Berlin 2018-2019 - SV Rödinghausen Vainqueur de la coupe de Westphalie 2018-2019 - SC Verl Vainqueur des barrages de Westphalie 2018-2019 - SSV Ulm Vainqueur de la coupe de Wurtemberg 2018-2019 | - FSV Salmrohr Vainqueur de la coupe de Rhénanie 2018-2019 - 1. FC Sarrebruck Vainqueur de la coupe de Sarre 2018-2019 - Chemnitzer FC Vainqueur de la coupe de Saxe 2018-2019 - VfB Germania Halberstadt Finaliste de la coupe de Saxe-Anhalt 2018-2019 - VfB Lübeck Vainqueur de la coupe du Schleswig-Holstein 2018-2019 - FC 08 Villingen Vainqueur de la coupe du pays de Bade du sud 2018-2019 - FC Kaiserslautern Vainqueur de la coupe du Sud-Ouest 2018-2019 - FSV Wacker 90 Nordhausen Vainqueur de la coupe de Thuringe 2018-2019 - FC Viktoria 1889 Berlin Vainqueur de la coupe de Berlin 2018-2019 - SV Rödinghausen Vainqueur de la coupe de Westphalie 2018-2019 - SC Verl Vainqueur des barrages de Westphalie 2018-2019 - SSV Ulm Vainqueur de la coupe de Wurtemberg 2018-2019 | - FSV Salmrohr Vainqueur de la coupe de Rhénanie 2018-2019 - 1. FC Sarrebruck Vainqueur de la coupe de Sarre 2018-2019 - Chemnitzer FC Vainqueur de la coupe de Saxe 2018-2019 - VfB Germania Halberstadt Finaliste de la coupe de Saxe-Anhalt 2018-2019 - VfB Lübeck Vainqueur de la coupe du Schleswig-Holstein 2018-2019 - FC 08 Villingen Vainqueur de la coupe du pays de Bade du sud 2018-2019 - FC Kaiserslautern Vainqueur de la coupe du Sud-Ouest 2018-2019 - FSV Wacker 90 Nordhausen Vainqueur de la coupe de Thuringe 2018-2019 - FC Viktoria 1889 Berlin Vainqueur de la coupe de Berlin 2018-2019 - SV Rödinghausen Vainqueur de la coupe de Westphalie 2018-2019 - SC Verl Vainqueur des barrages de Westphalie 2018-2019 - SSV Ulm Vainqueur de la coupe de Wurtemberg 2018-2019 | - FSV Salmrohr Vainqueur de la coupe de Rhénanie 2018-2019 - 1. FC Sarrebruck Vainqueur de la coupe de Sarre 2018-2019 - Chemnitzer FC Vainqueur de la coupe de Saxe 2018-2019 - VfB Germania Halberstadt Finaliste de la coupe de Saxe-Anhalt 2018-2019 - VfB Lübeck Vainqueur de la coupe du Schleswig-Holstein 2018-2019 - FC 08 Villingen Vainqueur de la coupe du pays de Bade du sud 2018-2019 - FC Kaiserslautern Vainqueur de la coupe du Sud-Ouest 2018-2019 - FSV Wacker 90 Nordhausen Vainqueur de la coupe de Thuringe 2018-2019 - FC Viktoria 1889 Berlin Vainqueur de la coupe de Berlin 2018-2019 - SV Rödinghausen Vainqueur de la coupe de Westphalie 2018-2019 - SC Verl Vainqueur des barrages de Westphalie 2018-2019 - SSV Ulm Vainqueur de la coupe de Wurtemberg 2018-2019 | - FSV Salmrohr Vainqueur de la coupe de Rhénanie 2018-2019 - 1. FC Sarrebruck Vainqueur de la coupe de Sarre 2018-2019 - Chemnitzer FC Vainqueur de la coupe de Saxe 2018-2019 - VfB Germania Halberstadt Finaliste de la coupe de Saxe-Anhalt 2018-2019 - VfB Lübeck Vainqueur de la coupe du Schleswig-Holstein 2018-2019 - FC 08 Villingen Vainqueur de la coupe du pays de Bade du sud 2018-2019 - FC Kaiserslautern Vainqueur de la coupe du Sud-Ouest 2018-2019 - FSV Wacker 90 Nordhausen Vainqueur de la coupe de Thuringe 2018-2019 - FC Viktoria 1889 Berlin Vainqueur de la coupe de Berlin 2018-2019 - SV Rödinghausen Vainqueur de la coupe de Westphalie 2018-2019 - SC Verl Vainqueur des barrages de Westphalie 2018-2019 - SSV Ulm Vainqueur de la coupe de Wurtemberg 2018-2019 | - FSV Salmrohr Vainqueur de la coupe de Rhénanie 2018-2019 - 1. FC Sarrebruck Vainqueur de la coupe de Sarre 2018-2019 - Chemnitzer FC Vainqueur de la coupe de Saxe 2018-2019 - VfB Germania Halberstadt Finaliste de la coupe de Saxe-Anhalt 2018-2019 - VfB Lübeck Vainqueur de la coupe du Schleswig-Holstein 2018-2019 - FC 08 Villingen Vainqueur de la coupe du pays de Bade du sud 2018-2019 - FC Kaiserslautern Vainqueur de la coupe du Sud-Ouest 2018-2019 - FSV Wacker 90 Nordhausen Vainqueur de la coupe de Thuringe 2018-2019 - FC Viktoria 1889 Berlin Vainqueur de la coupe de Berlin 2018-2019 - SV Rödinghausen Vainqueur de la coupe de Westphalie 2018-2019 - SC Verl Vainqueur des barrages de Westphalie 2018-2019 - SSV Ulm Vainqueur de la coupe de Wurtemberg 2018-2019 |

Les ligues avec le plus grand nombre d'équipes ont chacune deux représentants (Bavière, Basse-Saxe et Westphalie)

## Résultats

### Premier tour
Le premier tour se déroule du 9 au 12 août 2019. Le tirage au sort a lieu le 15 juin 2019.
| Club recevant            | Score            | Club visiteur            |
| ------------------------ | ---------------- | ------------------------ |
| KFC Uerdingen            | 0-2              | Borussia Dortmund        |
| SV Sandhausen            | 0-1              | Borussia Mönchengladbach |
| FC Ingolstadt            | 0-1              | FC Nuremberg             |
| Alemannia Aachen         | 1-4              | Bayer Leverkusen         |
| FC Kaiserslautern        | 2-0              | FSV Mayence              |
| FC Magdebourg            | 0-1 ap           | SC Fribourg              |
| FSV Wacker Nordhausen    | 1-4              | Erzgebirge Aue           |
| SC Verl                  | 2-1              | FC Augsburg              |
| TuS Dassendorf           | 0-3              | Dynamo Dresden           |
| FC 08 Villingen          | 1-3 ap           | Fortuna Düsseldorf       |
| Viktoria Berlin          | 0-1              | Arminia Bielefeld        |
| SV Drochtersen/Assel     | 0-5              | Schalke 04               |
| KSV Baunatal             | 2-3              | VfL Bochum               |
| FC Würzburger Kickers    | 3-3 ap (4-5 tab) | TSG Hoffenheim           |
| SV Atlas Delmenhorst     | 1-6              | Werder Brême             |
| SV Waldhof Mannheim      | 3-5              | Eintracht Francfort      |
| 1. FC Sarrebruck         | 3-2              | SSV Jahn Ratisbonne      |
| VfL Osnabrück            | 2-3              | RB Leipzig               |
| VfB Lübeck               | 3-3 ap (3-4 tab) | FC Sankt Pauli           |
| FSV Salmrohr             | 0-6              | Holstein Kiel            |
| FC Oberneuland           | 1-6              | SV Darmstadt             |
| VfB Germania Halberstadt | 0-6              | Union Berlin             |
| SV Rödinghausen          | 3-3 ap (2-4 tab) | SC Paderborn 07          |
| Eichstätt                | 1-5              | Hertha Berlin            |
| Chemnitzer FC            | 2-2 ap (5-6 tab) | Hambourg SV              |
| MSV Duisbourg            | 2-0              | Greuther Fürth           |
| SV Wehen Wiesbaden       | 3-3 ap (2-3 tab) | FC Cologne               |
| Hallescher FC            | 3-5 ap           | VfL Wolfsburg            |
| Karlsruher SC            | 2-0              | Hanovre 96               |
| FC Hansa Rostock         | 0-1              | VfB Stuttgart            |
| SSV Ulm                  | 0-2              | FC Heidenheim            |
| FC Energie Cottbus       | 1-3              | Bayern Munich            |

### Deuxième tour
Le deuxième tour se déroule du 29 au 30 octobre 2019. Le tirage au sort a lieu le 18 août 2019.
| Club recevant      | Score            | Club visiteur            |
| ------------------ | ---------------- | ------------------------ |
| MSV Duisbourg      | 0-2              | TSG Hoffenheim           |
| SV Darmstadt       | 0-1              | Karlsruher SC            |
| Bayer Leverkusen   | 1-0              | SC Paderborn 07          |
| SC Fribourg        | 1-3              | Union Berlin             |
| 1. FC Sarrebruck   | 3-2              | FC Cologne               |
| VfL Bochum         | 1-2              | Bayern Munich            |
| Arminia Bielefeld  | 2-3              | Schalke 04               |
| Hambourg SV        | 1-2 ap           | VfB Stuttgart            |
| FC Kaiserslautern  | 2-2 ap (6-5 tab) | FC Nuremberg             |
| SC Verl            | 1-1 ap (8-7 tab) | Holstein Kiel            |
| Fortuna Düsseldorf | 2-1              | Erzgebirge Aue           |
| Borussia Dortmund  | 2-1              | Borussia Mönchengladbach |
| Hertha Berlin      | 3-3 ap (5-4 tab) | Dynamo Dresden           |
| VfL Wolfsburg      | 1-6              | RB Leipzig               |
| Werder Brême       | 4-1              | FC Heidenheim            |
| FC Sankt Pauli     | 1-2              | Eintracht Francfort      |

### Huitièmes de finale
Les huitièmes de finale se déroulent les 4 et 5 février 2020.Le tirage au sort aura lieu le 3 novembre 2019.
| Club recevant       | Score            | Club visiteur      |
| ------------------- | ---------------- | ------------------ |
| Eintracht Francfort | 3-1              | RB Leipzig         |
| FC Kaiserslautern   | 2-5              | Fortuna Düsseldorf |
| Werder Brême        | 3-2              | Borussia Dortmund  |
| Schalke 04          | 3-2 ap           | Hertha Berlin      |
| Bayer Leverkusen    | 2-1              | VfB Stuttgart      |
| Bayern Munich       | 4-3              | TSG Hoffenheim     |
| 1. FC Sarrebruck    | 0-0 ap (5-3 tab) | Karlsruher SC      |
| SC Verl             | 0-1              | Union Berlin       |

### Quarts de finale
Les quarts de finale se déroulent les 3 et 4 mars 2020.
| Club recevant       | Score            | Club visiteur      |
| ------------------- | ---------------- | ------------------ |
| 1. FC Sarrebruck    | 1-1 ap (7-6 tab) | Fortuna Düsseldorf |
| Schalke 04          | 0-1              | Bayern Munich      |
| Bayer Leverkusen    | 3-1              | Union Berlin       |
| Eintracht Francfort | 2-0              | Werder Brême       |

### Demi-finales
Les demi-finales devaient se dérouler les 21 et 22 avril 2020. Pour la première fois dans l'histoire de la Coupe DFB, un club de quatrième division accède en demi-finale : il s'agit du 1. FC Sarrebruck. Les rencontres sont reprogrammées les 9-10 juin, à la suite du report des dates initiales, en raison de la pandémie de coronavirus.
| Club recevant    | Score | Club visiteur       |
| ---------------- | ----- | ------------------- |
| Bayern Munich    | 2-1   | Eintracht Francfort |
| 1. FC Sarrebruck | 0-3   | Bayer Leverkusen    |

## Finale
| 4 juillet 2020 | Bayer Leverkusen                     | 2 - 4   | Bayern Munich                                              | Olympiastadion, Berlin                  |                                         |
| 20:00 CEST     | S. Bender 64e · Havertz 90+3e (pen.) | (0 - 2) | 16e Alaba · 24e Gnabry · 59e Lewandowski · 89e Lewandowski | Spectateurs : 0 Arbitrage : Tobias Welz | Spectateurs : 0 Arbitrage : Tobias Welz |
| 20:00 CEST     | Rapport                              |         |                                                            | Spectateurs : 0 Arbitrage : Tobias Welz | Spectateurs : 0 Arbitrage : Tobias Welz |

| Bayer Leverkusen | Bayern Munich |

|               | 01 | Lukáš Hrádecký        |     |
|               | 18 | Wendell               | 28e |
|               | 05 | Sven Bender           |     |
|               | 12 | Edmond Tapsoba        |     |
|               | 08 | Lars Bender           | 81e |
|               | 15 | Julian Baumgartlinger | 46e |
|               | 20 | Charles Aránguiz      |     |
|               | 09 | Leon Bailey           | 76e |
|               | 11 | Nadiem Amiri          | 46e |
|               | 19 | Moussa Diaby          |     |
|               | 29 | Kai Havertz           |     |
| Remplaçants : |    |                       |     |
|               | 28 | Ramazan Özcan         |     |
|               | 04 | Jonathan Tah          |     |
|               | 06 | Aleksandar Dragović   |     |
|               | 23 | Mitchell Weiser       | 81e |
|               | 10 | Kerem Demirbay        | 46e |
|               | 27 | Florian Wirtz         |     |
|               | 38 | Karim Bellarabi       | 76e |
|               | 13 | Lucas Alario          |     |
|               | 31 | Kevin Volland         | 46e |
| Entraineur :  |    |                       |     |
| Peter Bosz    |    |                       |     |

|                   | 01 | Manuel Neuer       |  |     |     |
|                   | 19 | Alphonso Davies    |  |     |     |
|                   | 27 | David Alaba        |  |     |     |
|                   | 17 | Jérôme Boateng     |  | 69e |     |
|                   | 05 | Benjamin Pavard    |  |     |     |
|                   | 18 | Leon Goretzka      |  |     |     |
|                   | 32 | Joshua Kimmich     |  |     |     |
|                   | 29 | Kingsley Coman     |  | 64e |     |
|                   | 25 | Thomas Müller      |  | 87e |     |
|                   | 22 | Serge Gnabry       |  | 87e |     |
|                   | 09 | Robert Lewandowski |  |     | 67e |
| Remplaçants :     |    |                    |  |     |     |
|                   | 26 | Sven Ulreich       |  |     |     |
|                   | 02 | Álvaro Odriozola   |  |     |     |
|                   | 04 | Niklas Süle        |  |     |     |
|                   | 21 | Lucas Hernandez    |  | 69e |     |
|                   | 06 | Thiago Alcántara   |  | 87e |     |
|                   | 10 | Philippe Coutinho  |  | 87e |     |
|                   | 11 | Michaël Cuisance   |  |     |     |
|                   | 14 | Ivan Perišić       |  | 64e |     |
|                   | 35 | Joshua Zirkzee     |  |     |     |
| Entraineur :      |    |                    |  |     |     |
| Hans-Dieter Flick |    |                    |  |     |     |